# Vaškinskij rajon
Il Vaškinskij rajon (in russo Вашкинский район?) è un rajon dell'Oblast' di Vologda, nella Russia europea; il capoluogo è Lipin Bor. Ricopre una superficie di 2.884 chilometri quadrati ed ospita una popolazione di circa 9.000 abitanti.